# AECOM
AECOM（/eɪ.iːˈkɒm/，中文名稱：艾奕康）（紐約證券交易所：ACM；法蘭克福證券交易所：E6Z），跨国工程事务所，於1990年成立 ，总部设立于美国德克萨斯州达拉斯，在洛杉矶、伦敦、阿布扎比、香港、新加坡、布里斯班、古尔冈设有区域总办事处。公司業務遍及全球150多個國家，有47,000名員工。
在大中华区，AECOM在包括香港、台北、上海、北京、深圳、广州及成都等10多个城市建立了办公室，员工总人数超过6,000名。

## 代表项目
- 深圳大沙河生态长廊[5]
- 华为南京研发中心[6]
- 苏州奥体中心
- 北京雁栖湖国际会都
- 上海国际金融中心
- 苏通大桥
- 苏州金鸡湖
- 屯门至赤鱲角连接路
- 莲塘/香园围口岸及相关工程（地盘平整及基础设施）— 香園圍公路
- 中環灣仔繞道
- 港珠澳大桥香港口岸
- 广深港高速铁路香港段—西九龙总站
- 香港沙田新市镇
- 香港将军澳—蓝田隧道
- 香港將軍澳跨灣連接路
- 复兴战前楼宇设计、建造、运营
- 澳门新濠影滙
- 伦敦横贯铁路
- 六善溫泉酒店景觀設計 （页面存档备份，存于）
- 臺中柳川河川整治與景觀規劃設計 （页面存档备份，存于）
- 臺中惠來溪與潮洋溪河川整治與景觀規劃設計 （页面存档备份，存于）
- 離岸風電彰工升壓站 – 環境影響評估及環境監測 （页面存档备份，存于）
- 高雄臨海水資源中心 （页面存档备份，存于）
- 纽约世界贸易中心重建
- 超级高铁
- “生命之河”项目
- 伦敦奥运及里约奥运整体规划
- 长岛铁路东城联络线（英语：East Side Access）麦迪逊大中央车站

## 外部連結
- - AECOM的商業數據：Google Finance
  - Yahoo! Finance
  - Reuters
  - SEC filings
  - Bloomberg
  - Nasdaq
- AECOM官方網站 （页面存档备份，存于）